# 区域化
区域化（Regionalization / Regionalisation），是指一类定义分散区域的趋势。
- 地理学的定义中有两类涵义：一类描述地球的小范围区域或描述其他区域单位的过程；另一类是对此区域的状态描述。
- 在全球化角度中，它用来描述一类自立性很强的区域，其与外界的互相连接性较少。
- 政治学的定义是指，将一类政治实体或者国家分置到更小的管辖区域（行政部门或者从属单位），并将中央集权下分到地区；共同体化（unitarisation）的对立面，详见区域化 (政治学)。
- 在体育中，是指个别球队在不同城市均有“主场”场地。
- 在语言学的定义是一类方言具有区域特征，比如拉丁语在不同的欧洲国家有其独特性。